# Список претендентов на премию «Оскар» за лучший фильм на иностранном языке от Гонконга

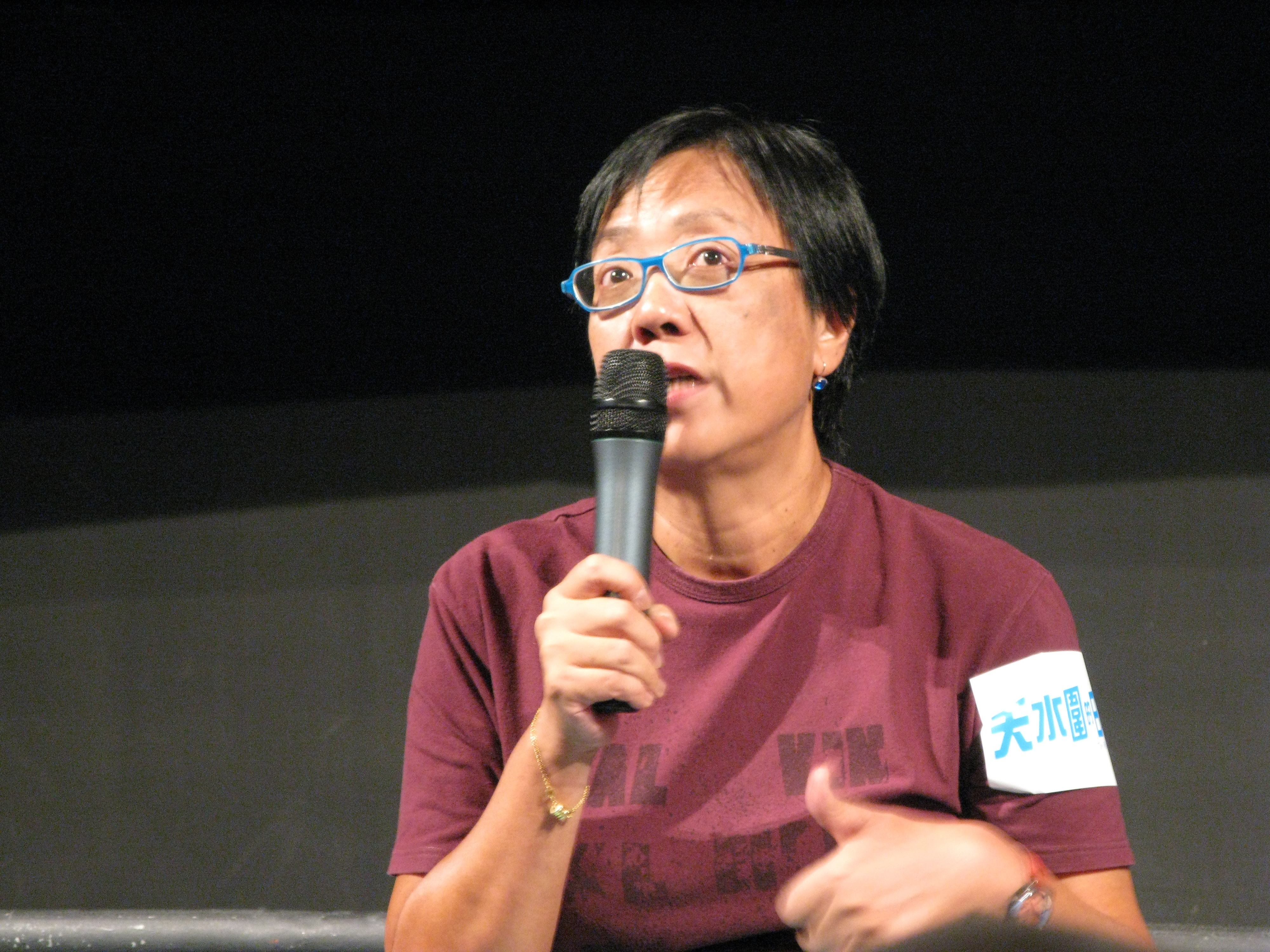
Энн Хёй — автор четырёх фильмов Гонконга, заявленных на «Оскар» за лучший фильм на иностранном языке

Категория премии Американской академии кинематографических искусств и наук («Оскара») «за лучший фильм на иностранном языке» предназначена для награждения полнометражных фильмов, произведенных вне юрисдикции США и с преимущественно неанглийским языком или языками диалога. В качестве конкурсной «премии за заслуги» впервые появилась на 29 церемонии премии «Оскар», состоявшейся в 1957 году. Ранее, в 1948—1956 годах, иноязычные фильмы 8 раз награждались «почётным/специальным „Оскаром“». Награда вручается режиссёру, а официальным победителем является страна, фильм которой одержал победу.
Британский Гонконг стал претендовать на «Оскар» за лучший фильм на иностранном языке вторым из стран китайского региона, после Китайской Республики (Тайваня), подав заявку в 1959 году фильмом «И в горе, и в радости» режиссёра Юэ Фэна. Гонконг продолжает заявлять фильмы на эту категорию независимо от КНР в том числе и после возвращения его в 1997 году Китаю в статусе специального административного район, так как правила Американской академии кинематографических искусств и наук (AMPAS) продолжают рассматривать Тайвань, континентальный Китай и Гонконг как индивидуальные кинематографические регионы. Выбор фильма для подачи заявки от региона находится в ведении Ассоциации кинопроизводителей Гонконга (кит. 香港电影製片家协会, англ. Motion Picture Industry Association).
За время с первого участия, Гонконг претендовал на премию за лучший фильм на иностранном языке 36 фильмами, из которых большинство используют путунхуа («севернокитайском») либо кантонском языке в качестве основного языка диалогов, с присутствием в отдельных случаях шанхайского диалекта, английского и японского языков в качестве дополнительных. Два из поданных фильмов были дисквалифицированы AMPAS по несоответствию правилам — картина «Прикосновение» Питера Пау (2002) как снятая преимущественно на английском языке, а фильм «Бег судьбы» Джонни То и Вай Кафая (2003) по дате выхода фильма. В то же время, выбранный Ассоциацией кинопроизводителей Гонконга в 2009 году фильм «Принц слёз», снятый тайваньским режиссёром Ён Фанем на тайваньскую тематику и с преимущественно тайваньскими актёрами, но на организованной в Гонконге студии Far Sun Film и с гонконгскими продюсерами был расценен AMPAS как удовлетворяющий её правилам.
Заявленный на номинацию в 2013 году фильм «Великий мастер» Вонг Карвая успешно прошел первый этап отбора AMPAS, войдя в «январский шорт-лист» из 9 фильмов, однако был отсеян при дальнейшем голосовании, определившем пять окончательных номинантов. Ещё две из поданных кинокартин — «Зажги красный фонарь» Чжан Имоу (1991) и «Прощай, моя наложница» Чэнь Кайгэ — достигли финальных шорт-листов премии соответствующих лет, однако в итоге проиграли «Оскар» другим фильмам.
Чемпионкой по количеству её фильмов, заявленных Гонконгом на эту номинацию «Оскара», является Энн Хёй, как режиссёр фильмов «Летний снег» (1995), «Обыкновенные герои» (1999), «Простая жизнь» (2011) и «Золотая эпоха» (2014); из других известных режиссёров Гонконга за ней следуют Джонни То (три принятых AMPAS и одна дисквалифицированная номинация от Гонконга) и Ли Ханьсян (три принятых номинации).

## Список фильмов
| Год фильма (церемония) | Русское название                  | Китайское название (транскрипция)            | Язык                             | Название в заявке на номинацию | Режиссёры                                                  | Результат           |
| ---------------------- | --------------------------------- | -------------------------------------------- | -------------------------------- | ------------------------------ | ---------------------------------------------------------- | ------------------- |
| 1959 (32-я)            | И в горе, и в радости             | 雨過天青 (Yǔguò tiān qīng)                   | путунхуа                         | For Better, for Worse          | Юэ Фэн                                                     | Не номинирован      |
| 1960 (33-я)            | Пленительная тень                 | 倩女幽魂 (Qiànnǚ yōuhún)                     | путунхуа                         | The Enchanting Shadow          | Ли Ханьсян                                                 | Не номинирован      |
| 1963 (36-я)            | Лян Шаньбо и Чжу Интай            | 梁山伯與祝英台 (Liáng Shānbó yǔ Zhù Yīngtái) | путунхуа                         | The Love Eterne                | Ли Ханьсян                                                 | Не номинирован      |
| 1964 (37-я)            | Меж слезами и смехом              | 故都春夢 (Gù dū chūn mèng)                   | путунхуа                         | Between Tears and Smiles       | Хо Мэнхуа, Юэ Фэн, Тао Цинь, Ло Чжэнь, Янь Цзюнь, Сюэ Цюнь | Не номинирован      |
| 1966 (39-я)            | Выпей со мной                     | 大醉俠 (Dà zuì Xiá)                          | путунхуа                         | Come Drink with Me             | Кинг Ху                                                    | Не номинирован      |
| 1969 (42-я)            | Ковчег / Госпожа Дун              | 董夫人 (Dǒng fūrén)                          | путунхуа                         | The Arch                       | Тан Шусюань                                                | Не номинирован      |
| 1976 (49-я)            | Последняя буря                    | 瀛台泣血 (Yíng tái qì xuè)                   | путунхуа                         | The Last Tempest               | Ли Ханьсян                                                 | Не номинирован      |
| 1979 (52-я)            | Дождь в горах                     | 空山灵雨 (Kōngshān líng yǔ)                  | путунхуа                         | Raining in the Mountain        | Кинг Ху                                                    | Не номинирован      |
| 1984 (57-я)            | Возвращение домой                 | 似水流年 (Ci5 seoi2 lau4nin4)                | кантонский                       | Homecoming                     | Им Хо                                                      | Не номинирован      |
| 1988 (62-я)            | Раскрашенные лица                 | 七小福 (Cat1 siu2 fuk1)                      | кантонский                       | Painted Faces                  | Алекс Ло                                                   | Не номинирован      |
| 1990 (63-я)            | Восемь таэлей золота              | 八兩金 (Baat3 loeng5 gam1)                   | кантонский                       | Eight Taels of Gold            | Мейбл Чун                                                  | Не номинирован      |
| 1991 (64-я)            | Зажги красный фонарь              | 大红灯笼高高挎 (Dà hóng dēnglong gāogāo guà) | путунхуа                         | Raise the Red Lantern          | Чжан Имоу                                                  | Номинирован         |
| 1993 (66-я)            | Прощай, моя наложница             | 霸王別姬 (Bàwáng bié jī)                     | путунхуа                         | Farewell My Concubine          | Чэнь Кайгэ                                                 | Номинирован         |
| 1994 (67-я)            | День, когда солнце стало холодным | 天国逆子 (Tiānguó nìzǐ)                      | путунхуа                         | The Day the Sun Turned Cold    | Им Хо                                                      | Не номинирован      |
| 1995 (68-я)            | Летний снег                       | 女人四十 (Jyu5 jan4 si3 sap6)                | кантонский                       | Summer Snow                    | Энн Хёй                                                    | Не номинирован      |
| 1996 (69-я)            | Вход к тигру                      | 虎度門 (Hǔ dù mén)                           | кантонский                       | Hu-Du-Men                      | Сю Кэй                                                     | Не номинирован      |
| 1998 (71-я)            | Сделано в Гонконге                | 香港製造 (Hoeng1gong2 zai3zou6)              | кантонский                       | Made in Hong Kong              | Фрут Чан                                                   | Не номинирован      |
| 1999 (72-я)            | Обыкновенные герои                | 千言萬語 (Cin1jin4 maan6 jyu5)               | кантонский                       | Ordinary Heroes                | Энн Хёй                                                    | Не номинирован      |
| 2000 (73-я)            | Любовное настроение               | 花樣年華 (Faa1joeng6 nin4waa4)               | кантонский, шанхайский           | In the Mood for Love           | Вонг Карвай                                                | Не номинирован      |
| 2001 (74-я)            | Профессия киллер                  | 全職殺手 (Cyun4 zik1 saat3 sau2)             | кантонский, японский, английский | Fulltime Killer                | Вай Кафай, Джонни То                                       | Не номинирован      |
| 2002 (75-я)            | Прикосновение                     | 天脈傳奇 (Tiān mài chuánqí)                  | английский путунхуа              | The Touch                      | Питер Пау                                                  | Дисквалифицирован   |
| 2003 (76-я)            | Двойная рокировка                 | 無間道 (Mou4 gaan3 dou3)                     | кантонский                       | Infernal Affairs               | Эндрю Лау Алан Мак                                         | Не номинирован      |
| 2004 (77-я)            | Бег судьбы                        | 大隻佬 (Daai6 zek3 lou2)                     | кантонский                       | Running on Karma               | Вай Кафай Джонни То                                        | Дисквалифицирован   |
| 2005 (78-я)            | Возможно, любовь                  | 如果•愛 (Rúguǒ-ài)                           | путунхуа кантонский              | Perhaps Love                   | Питер Чан                                                  | Не номинирован      |
| 2006 (79-я)            | Убить императора                  | 夜宴 (Yè yàn)                                | путунхуа                         | The Banquet                    | Фэн Сяоган                                                 | Не номинирован      |
| 2007 (80-я)            | Отверженные                       | 放逐 (Fong3 zuk6)                            | кантонский                       | Exiled                         | Джонни То                                                  | Не номинирован      |
| 2008 (81-я)            | Крашеная кожа                     | 畫皮 (Huà pí)                                | путунхуа                         | Painted Skin                   | Гордон Чан                                                 | Не номинирован      |
| 2009 (82-я)            | Принц слёз                        | 淚王子 (Lèi wángzǐ)                          | путунхуа                         | Prince of Tears                | Ён Фань                                                    | Не номинирован      |
| 2010 (83-я)            | Отражение радуги                  | 歲月神偷 (Seoi3 jyut6 san4 tau1)             | кантонский                       | Echoes of the Rainbow          | Алекс Ло                                                   | Не номинирован      |
| 2011 (84-я)            | Простая жизнь / Няня Тао          | 桃姐 (Tou4 Ze2)                              | кантонский                       | A Simple Life                  | Энн Хёй                                                    | Не номинирован      |
| 2012 (85-я)            | Жизнь без принципов               | 奪命金 (Dyut6 meng6 gam1)                    | кантонский                       | Life Without Principle         | Джонни То                                                  | Не номинирован      |
| 2013 (86-я)            | Великий мастер                    | 一代宗師 (Yī dài zōng shī)                   | путунхуа кантонский              | The Grandmaster                | Вонг Карвай                                                | Январский шорт-лист |
| 2014 (87-я)            | Золотая эпоха                     | 黄金时代 (Huángjīn shídài)                   | путунхуа                         | The Golden Era                 | Энн Хёй                                                    | Не номинирован      |
| 2015 (88-я)            | Прийти первым                     | 破風 (Hafu)                                  | путунхуа                         | To the Fore                    | Данте Лам                                                  | Не номинирован      |
| 2016 (89-я)            | Порт захода                       | 踏血尋梅 (Daap6 hyut3 cam4 mui4)             | кантонский путунхуа              | Port of Call                   | Филип Юн                                                   | Не номинирован      |
| 2017 (90-я)            | Безумный мир                      | 一念無明 (Jat1 nim6 mou4 ming4)              | кантонский                       | Mad World                      | Вон Чунь                                                   | Не номинирован      |
| 2018 (91-я)            | Операция в Красном море           | 红海行动 (Hóng Hǎi Xíng Dòng)                | путунхуа                         | Operation Red Sea              | Данте Лам                                                  | Не номинирован      |